# Adrienne Rich
Adrienne Celine Rich (Baltimora, 16 maggio 1929 – Santa Cruz, 27 marzo 2012) è stata una poeta, saggista, insegnante e femminista statunitense.

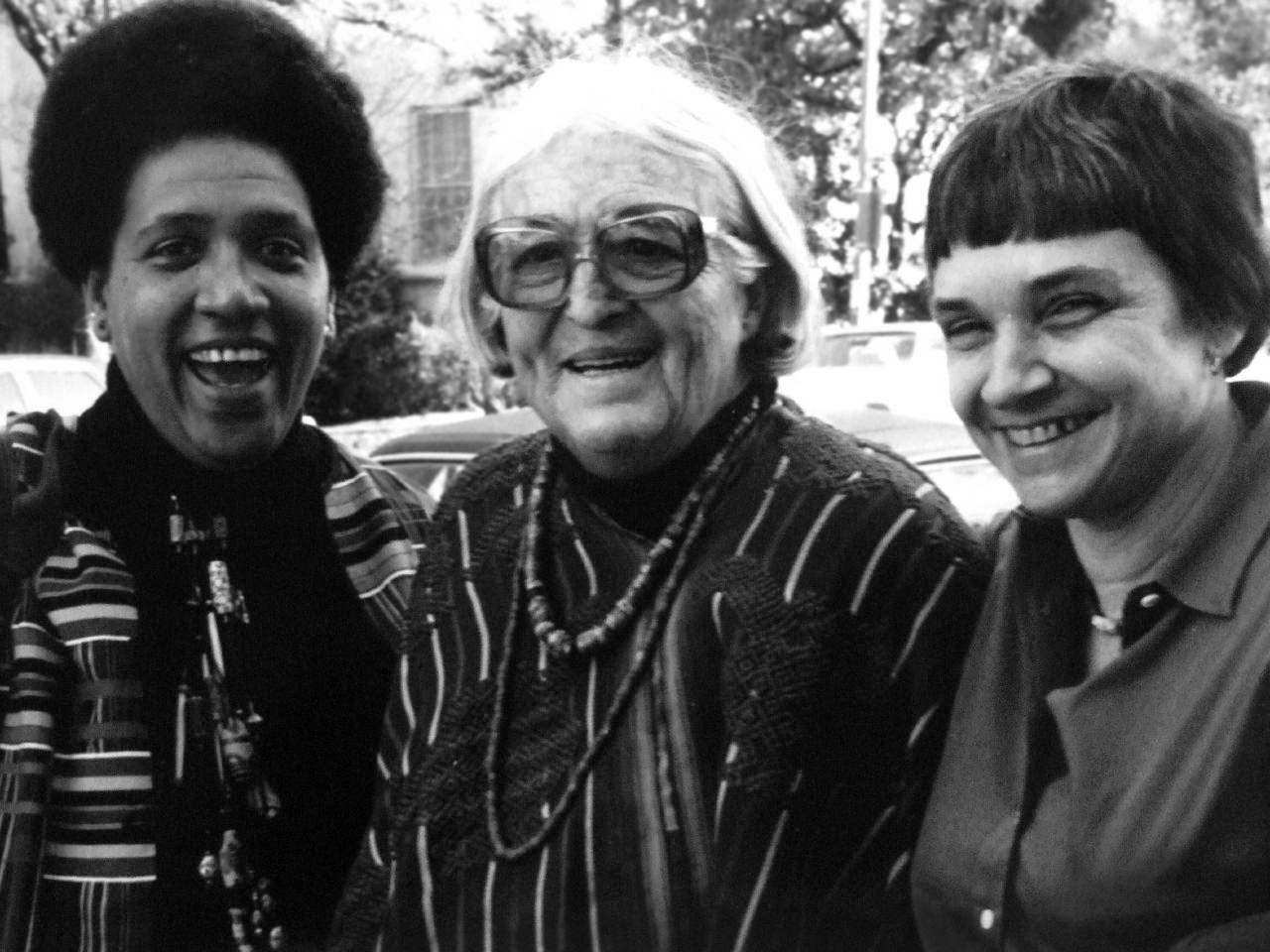
Audre Lorde, Meridel Le Sueur e Adrienne Rich nel 1980, ad Austin, Texas, durante i lavori di un laboratorio di scrittura

È stata definita "una delle poetesse più lette e influenti della seconda metà del XX secolo", e le è stato riconosciuto di aver portato "l'oppressione delle donne e delle lesbiche in primo piano nel discorso poetico". Rich ha criticato le forme rigide di identità femministe e ha valorizzato ciò che ha coniato come "continuum lesbico", un continuum femminile di solidarietà e creatività che influenza e arricchisce le vite delle donne.

## Biografia
(Adrienne Rich, da In Those Years)
Dopo essersi laureata nel 1951 al Radcliffe College, Adrienne Rich vinse il premio Yale Series of Younger Poets per i poeti emergenti. Questo riconoscimento le permise di pubblicare il suo primo libro, A Change of the World. W. H. Auden, che presiedeva la giuria quell'anno, scrisse l'introduzione al volume.
L'anno seguente la Rich ottenne una borsa di studio per viaggiare in Europa. Nel 1953 sposò l'economista Alfred Conrad e due anni dopo pubblicò il suo secondo libro, The Diamond Cutters. È solo con il terzo libro Snapshots of a Daughter-in-Law del 1963 che è stata riconosciuta come una delle scrittrici più importanti a livello nazionale per la sua voce poetica e per i temi femministi dei suoi testi.
Con i tre figli, Rich e Conrad si trasferirono nel 1966 a New York dove vennero a contatto con l'attivismo sociopolitico del periodo. I suoi libri di quegli anni (Necessities of Life, 1966; Leaflets, 1969; Will to Change, 1971) riflettono questo fermento politico e culturale. Nel 1969 Rich si allontanò dal marito e divenne attivista dei movimenti di liberazione femminista. Nel 1974 il volume Diving Into the Wreck ricevette il «National Book Award per la poesia», prestigioso premio statunitense per la poesia. Rich rifiutò di ritirare il premio a titolo personale e decise di accettarlo, insieme ad altre due poetesse, a nome di tutte le donne che restano in silenzio.
Le posizioni radicali femministe di Adrienne Rich si consolidarono quando si dichiarò lesbica nel 1976, anno che vide la pubblicazione del controverso e innovativo volume Nato di donna a cui fece seguito l'anno seguente Twenty-One Love Poems, poi incluso in Dream of a Common Language del 1978. È di questo periodo il più importante e influente contributo da saggista di Adrienne Rich, Compulsory Heterosexuality and Lesbian Existence.
Nel 1997 la scrittrice rifiutò la «National Medal of Arts» affermando che non poteva accettare un premio dalla presidenza Clinton in quanto «l'arte, per come la concepisco io, è incompatibile con la politica cinica di questa amministrazione». Nello stesso discorso la poetessa affermava che «l'arte non significa nulla se serve semplicemente ad abbellire la tavola del potere che la tiene in ostaggio».
Dal 1999 viveva a Santa Cruz, in California, con la compagna Michelle Cliff, a sua volta romanziera, poetessa e accademica, sua compagna dal 1976. Nel febbraio del 2003 Adrienne Rich e altri poeti, per protestare contro la guerra in Iraq, hanno rifiutato di partecipare a una conferenza alla Casa Bianca sul tema Poetry and the American Voice. 

### Morte
Adrienne Rich, che è morta a 82 anni, soffriva da tempo di artrite reumatoide.

## Opere

### Poesia
- A Change of World (Yale UP, 1951)
- The Diamond Cutters and Other Poems (Harper, 1955)
- Snapshots of a Daughter-in-Law: Poems, 1954-1962 (Harper, 1963; rev. ed., Norton, 1967)
- Necessities of Life (Norton, 1966)
- Leaflets: Poems, 1965-1968 (Norton, 1969)
- The Will to Change: Poems, 1968-1970 (Norton, 1971)
- Diving into the Wreck: Poems, 1971-1972 (Norton, 1973)
- Poems: Selected and New, 1950-1974 (Norton, 1974)
- Twenty-One Love Poems (Effie's Press, 1977)
- The Dream of a Common Language: Poems, 1974-1977 (Norton, 1978)
- A Wild Patience Has Taken Me This Far: Poems, 19 78- 1981 (Norton, 1981)
- Sources (Heyeck Press, 1983)
- The Fact of a Doorframe: Poems Selected and New, 1950- 1984 (Norton, 1984)
- Your Native Land, Your Life (Norton, 1986)
- Time's Power: Poems, 1985-1988 (Norton, 1988)
- An Atlas of the Difficult World: Poems, 1988-1991 (Norton, 1991)
- Collected Early Poems, 1950-1970 (Norton, 1993)
- Dark Fields of the Republic, 1991-1995 (Norton, 1995)
- Midnight Salvage: Poems 1995-1998 (Norton, 1999)
- Fox: Poems 1998-2000 (Norton, 2001)
- The School Among the Ruins: Poems 2000-2004 (Norton, 2004)
- Telephone Ringing in the Labyrinth: Poems: 2004-2006 (Norton, 2007)
- Tonight No Poetry Will Serve: Poems 2007-2010 (Norton, 2011)

### Saggistica
- Of Woman Born: Motherhood as Experience and Institution (Norton, 1976, rev. ed., 1986)
- On Lies, Secrets and Silence: Selected Prose, 1966- 1978 (Norton, 1979)
- Blood, Bread and Poetry: Selected Prose, 1979-1986 (Norton, 1986)
- What Is Found There: Notebooks on Poetry and Politics (Norton, 1993)
- Arts of the Possible: Essays and Conversations (Norton, 2001)
- Poetry and Commitment: An Essay (Norton, 2007)

### Traduzioni italiane
- Adrienne Rich, Esplorando il relitto, traduzione e introduzione di Liana Borghi, 1979, pp. 121, Roma, Savelli.
- Adrienne Rich, Segreti, silenzi, bugie: il mondo comune delle donne, La Tartaruga, 1982.
- Come la tela del ragno. Poesie e saggi di Adrienne Rich, a cura di Camboni M., Euroma La Goliardica, 1985, Pagine: 244, ISBN 8880660268
- Adrienne Rich, Lo spacco alla radice. Sources a cura di Liana Borghi, Estro Editrice, Borgo Pinti 33, Firenze, 1985
- Adrienne Rich, Eterosessualità obbligatoria ed esistenza lesbica, pubblicato nel DWF "nero" (numero monografico della rivista DWF del 1985 dedicato alle "ricerche americane sull'esistenza lesbica"), n. 23-24, pp. 5–40, 1985.
- Adrienne Rich, Nato di donna, Garzanti (Gli Elefanti Saggi), 1996, ISBN 88-11-67529-4
- Adrienne Rich, La politica del posizionamento, in «Mediterranean», n.2, 1996, pp. 15–22, (ed. or. Notes Toward a Politics of Location, in EAD., Blood, Bread and Poetry: Selected Prose 1979-1985, Virago, London 1987).
- Adrienne Rich, Cartografie del silenzio, a cura di Maria Luisa Vezzali, Crocetti, 2000, pp. 244, ISBN 88-8306-025-3; seconda edizione, Crocetti, 2020, pp. 246, ISBN 978-88-8306-285-8
- Adrienne Rich, La guida nel labirinto, a cura di Maria Luisa Vezzali, Crocetti, 2011, pp. 160, ISBN 978-88-8306-214-8; seconda edizione, Crocetti, 2021, pp. 191, ISBN 978-88-8306-335-0

### Su Adrienne Rich
- Paola Zaccaria, "A lettere scarlatte: poesia come stregoneria. Emily Dickinson H(ilda) D(oolittle) Sylvia Plath Anne Sexton Robin Morgan Adrienne Rich (e altre...)", FrancoAngeli edizioni, 1ª edizione 1995, ISBN 88-204-9479-5, ISBN 978-88-204-9479-7
- Rita Monticelli, Samanta Picciaiola, Maria Luisa Vezzali e Anna Zani (a cura di), "Adrienne Rich: passione e politica", Vita Activa Nuova, 1ª edizione 2024, ISBN 979-12-807-7124-7